# هولدرلین ۹۱۸۹
سیارک ۹۱۸۹ (به انگلیسی: 9189 Holderlin، نامگذاری:1991RH41) نه هزار و صد و هشتاد و نهمین سیارک کشف شده‌است که در ۱۰ سپتامبر ۱۹۹۱ کشف شد.
قدر مطلق سیارک برابر ۱۴٫۳۰ است.